# ヨルゲン・ストランド・ラーセン
- ヨルゲン・ストラン・ラーシェン

ヨルゲン・ストランド・ラーセン（Jørgen Strand Larsen, 2000年2月6日 - ）は、ノルウェー・エストフォル県ハルデン出身のサッカー選手。プレミアリーグ・ウルヴァーハンプトン・ワンダラーズFC所属。ノルウェー代表。ポジションはFW。

## クラブ経歴

### サルプスボルグ08
2015年にサルプスボルグ08のユースチームに入団。2017年にトップチームに昇格、5月21日のヴォレレンガ・フォトバル戦でプロデビュー。2019年4月14日のリールストロムSK戦で、プロ初ゴールを記録。2019年シーズンは23試合4ゴールを記録。

### FCフローニンゲン
2020年9月9日、FCフローニンゲンと契約。エールディヴィジ2020-21シーズン開幕戦となった、13日のPSVアイントホーフェン戦で先発デビューを果たした。

### セルタ
2022年8月31日、移籍金1100万ユーロでプリメーラ・ディビシオンのセルタ・デ・ビーゴに移籍し、6年契約を交わした。

### ウルブズ
2024年7月2日、ウルヴァーハンプトン・ワンダラーズFCに買取オプション付きのローン移籍で加入した事が発表された。

## 代表経歴
2016年からユース世代のノルウェー代表の主軸として活躍し、UEFA U-17欧州選手権やUEFA U-19欧州選手権などのUEFAのユース世代主要大会に出場。2020年11月にはフル代表初招集。18日のUEFAネーションズリーグのオーストリア戦で代表デビューを果たした。

## その他
- 2017年から1年間、ACミランのプリマヴェーラに所属した経験を持つ。